# بارلاک
بارلاک (به لاتین: Barlak) ، یک منطقهٔ مسکونی در روسیه است که در جمهوری آلتای واقع شده‌است.